# Pjesma o Cidu
Pjesma o Cidu (španjolski El cantar de mio Cid) je španjolska srednjovjekovna epska pjesma temeljena na životu narodnog junaka po imenu Rodrigo Díaz de Vivar, također poznatom kao El Cid Compeador (Cid Osvajač). Sačuvan je jedan rukopis iz 14. stoljeća koji se čuva u Nacionalnoj knjižnici u Madridu. Prva stranica originalnog rukopisa se izgubila i danas nam je poznat početak samo zahvaljujući nadopisivanjima napravljenim u srednjem vijeku. U toj izgubljenoj stranici nalazi se razlog Cidove svađe s kraljem i na kraju, njegovog izganstva.
Pjesan o Cidu ep je koji se sastoji od preko 3700 stihova. Prvih nekoliko stranica nedostaje, a ostatak počinje El Cidovim progonstvom od strane kralja, a završava njegovom smrću. Datum nastajanja epa bio je dugo tema rasprava, a danas je zastupljeno mišljenje da je nastao polovicom 12. stoljeća. Iako je zasnovan na stvarnim događajima i činjenicama, ep je također velikim dijelom legendaran. Ep je od iznimne vrijednosti jer nosi slike i običaje tih dana, i što je najvažnije, pisan je jezikom kojim se sam El Cid služio, jezikom koji se polako odvajao od latinskog, ali nije još bio sasvim razvijen. Pisan je aleksandrijskim stihom, s pauzom iza osmog sloga, no stihovi često dosegnu i do 20 slogova, a nekad imaju samo deset. Ipak, to se može pripisati nemarnom kopiranju djela.
Ova je priča poslužila kao predložak za mnoge filmove i drame, ali jedna od najpoznatijih interpretacija je svakako tragikomedija u 5 činova Pierrea Corneilla.

## Radnja

### Prvo pjevanje
Sačuvani tekst počinje kada ožalošćeni Cid sa svojim vazalima, isprovociran kraljevim lažnim optužbama napušta Burgos gdje mu nitko nije želio pomoći protiv kraljeve teške kazne. Zbog toga, Cid, pomoćnik Martína Antolíneza, odani burgunški vojnik posuđuje od dva lihvara, Rachela i Vidasa dva kovčega navodno puna zlata, ali zapravo je unutra bio pijesak. Nakon što je uzeo novac, Cid se uputio u samostan San Pedro de Cardena, gdje se nalazila njegova žena, Dona Jimena s dvije kćeri, Elvirom i Sol. Tamo organizira da njegovoj obitelji bude pruženo sve što im je potrebno i potom odlazi na bojišnicu. 
Noć prije ulaska na muslimanski teritorij u snovima mu se pojavljuje arkanđeo Gabrijel i ulijeva mu sigurnost u dobru budućnost. Od tog trenutka počinju njegovi podvizi iz progonstva koji će jedan za drugim postajati sve slavniji. U početku se sa svojom vojskom spušta na jug i upada na zemlju Henaresa u kojoj je pokorio Castejon i položio pravo na ratni plijen, dok je u međuvremenu njegov zamjenik Alvar Fánez vodio pljačkaški pohod koji je opustošio Hitu, Guadalajaru i Alcalu. Budući da se radi o muslimanskom teritoriju koje je bilo pod zaštitom kralja Alfonsa, Cid ju je brzo napustio da se ne morao suočiti s vojskom kojom je do nedavno zapovjedao i zaputio se prema sjeveru kako bi zavladao bogatom dolinom Jalón u kojoj je okupirao dvorac Alcocer. Ovaj pohod je bio vrlo opasan, jer su stanovnici Calatayuda tražili pomoć kralja Tamída od Valencije koji je na Cida poslao veliku vojsku predvođen generalima Farizom i Galvom koju su na kraju porazili kršćani. Bez sumnje je ova situacija iznimno teško i Cid odlučuje promijeniti strategiju. Ovaj put utaborio se u El Poyu, između Daroce i Teruela što mu je omogućilo da kontrolira pokrajinu Donji Aragon. 
U međuvremenu se njegov zamjenik Alvar Fánez uputio u Castillu noseći važan dar za kralja Alfonsa s ciljem da dobije njegov oprost. Nije postigao željno, ali je dobio određene ustupke i prvu promjenu stava od strane kralja. Kada su se ponovo našli, Cid i Alvar premjestili su svoj tabor u Tevar, koji je bio orijentalna zona Maestrazga, što je izazvalo srdžbu grofa Barcelone, Ramona Berenguera jer je to područje držao svojim protektoratom. Da bi se osvetio, grof napada Cida što je jedini put u djelu da se priča o međusobnoj bitci između kršćanskih vojski. Bitka je završila porazom grofa i njegovim zarobljavanjem. Malo kasnije, oslobodio ga je njegov nasljednik.

### Drugo pjevanje
U ovom pjevanju, Cid zauzima za cilj prisvajanje Valencije. Nakon što je pokorio istočni teritorij, Valencija je ostala izdvojena i bez saveznika da se brani u trenutku Cidovog opsjedanja. Kralj Seville je ostao braniti grad, međutim njegova vojska je ostala zbunjena i smjesta pobjegla na prvi znak nevolja. Nakon pokoravanja Valencije, Cid šalje drugi dar kralju Alfonsu i moli ga da dopusti ponovno okupljanje njegove obitelji u Valenciji.
Nedugo nakon što Jimena sa svojim kćerima stigne u Valenciju, kralj Yúcef de Marruecos se obrušava na grad sa svojom vojskom. U prvom sukobu, korisnim se pokaže za Cidove ljude zatočenje Alvara Savadoreza, jednog od plemića, što je jedni slučaj u djelu. Bez sumnje, iz druge bitke, Cid izlazi kao pobjednik. Raspolažući bogatim ratnim plijenom, Cid kralju Alfonsu šalje treći i zadnji dar. Kralj na kraju odlučuje potpuno oprostiti izgnaninku.
U tom trenutku, slava i bogatsvo Cida doseže svoj vrhunac. Ponukani veličinom Cidovog imena, dvojica mladih plemića koji pripadaju uskom krugu Grandes d'Espana, prose Cidove kćeri, Elviru i Sol, čime završava drugo pjevanje.

### Treće pjevanje
Provodeći vrijeme sa svojim svekrom, u jednom trenutku plemići pokažu svoj kukavičluk bježeći pred lavom koji je pobjegao iz kraljevske tvrđave. I dok oni obeshrabreno bježe, Cid se hvata u koštac s lavom i ubija ga. Situacija se nastavlja kada vojska marokanskog generala Buccara dolazi u Valenciju u novom pokušaju osvajanja grada. U bitci, plemići bjehu napadnuti i ispadne da se njihova djela kose s pravilima onih što sebe nazivaju Grande d'Espana. Plemići postaju objektom općeg rugla i Cid ih otjera. 
Da bi se osvetili, otputuju sa svojim ženama natrag u svoj dom Carion, međutim kada stignu u blizinu groblja Corpes, okrutno ih zlostavljaju i tamo ih ostavljaju da se same snađu. Srećom, za njima se iz Valencije uputio Felez Munoz, Cidov nećak, naslućujući nesreću i odvodi ih natrag ocu. Cid dolazi pred kralja Alfonsa koji saziva vijeće u Toledu gdje Cid izaziva mlade plemiće na dvoboj. Plemići nastoje opravdati svoje postupke staleškom razlikom između kćeri jednog običnog nižeg plemića i njih koji pripadaju Grandes d' Espana. Cidovi vojnici podsjećaju vijeće da plemstvo nije samo pitanje podrijetla, već također i djela. 
Vijeće presuđuje u korist Cida, te u dvoboju u Carrionu, trojica najboljih Cidovih vojnika pobjeđuju dva mlada plemića i njihovog starijeg brata dok Cid za to vrijeme ženi svoje kćeri za prinčeve Navarre i Aragona. Ovim činom pjevanje završava. 